# Emaús

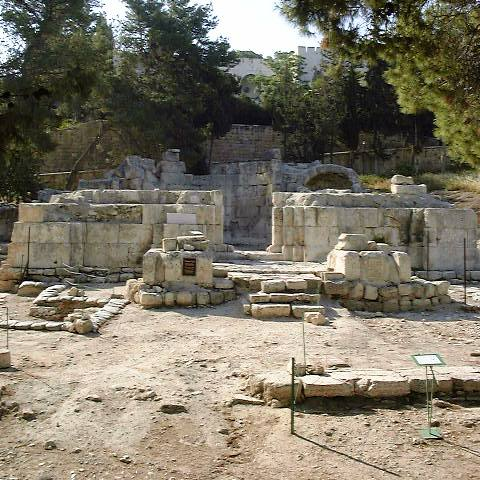
Ruínas de Emaús

Emaús (em grego: Ἐμμαούς; romaniz.: Emmaoús; latim: Emmaus; em árabe: عمواس; romaniz.:  ʿImwās; em hebraico:  חמת; romaniz.: Hammat, lit. "riacho quente") foi uma cidade antiga localizada a aproximadamente 11 km ao noroeste da moderna Jerusalém. De acordo com as escrituras cristãs, Jesus apareceu perante dois de seus discípulos em Emaús após a sua ressurreição (Lucas 24:13–35).